# Rockville (Utah)
Rockville es un pueblo ubicado en el condado de Washington en el estado estadounidense de Utah. En el año 2000 tenía una población de 247 habitantes. El pueblo se encuentra en los límites del Parque nacional Zion, la entrada del parque está a unos 8 km al nordeste de Rockville.

## Geografía
Rockville se encuentra ubicado en las coordenadas 37°9′41″N 113°2′15″O / 37.16139, -113.03750. Según la Oficina del Censo, la localidad tiene un área total de 21,8 km² (8,4 mi²), de la cual toda es tierra.

## Demografía
Según la Oficina del Censo en 2000, había 247 personas residentes en el lugar, 96,8% de los cuales eran personas de raza blanca. Los ingresos medios por hogar en la localidad eran de $37,917, y los ingresos medios por familia eran $39,375. Los hombres tenían unos ingresos medios de $30,417 frente a los $27,917 para las mujeres. La renta per cápita para la localidad era de $19,396. Alrededor del 10.4% de la población de Rockville estaba por debajo del umbral de pobreza.